# Ascari
Ascari Cars Ltd. (кратко: Ascari — рус. «Аска́ри») — британский производитель спортивных автомобилей, располагавшийся в Банбери, Соединённое Королевство. Компания была основана голландским миллионером Цвартом Клаасом и названа в честь Альберто Аскари (1918—1955), двукратного чемпионом мира Формулы-1. Он стал первым гонщиком, который завоевывал титул чемпиона дважды.
Компания Ascari cars подала заявление о банкротстве в 2010 году.

## История
Компания основана в Дорсете в 1995 году. Ее первым автомобилем стал Ascari FGT, выпущенный в том же году. Первый дорожный автомобиль Ascari Ecosse был выпущен в 1998 году. 
В 2000 году компания построила новый завод в Банбери и собственный гоночный трек Ascari Race Resort в Испании. В том же году начались работы над спорткаром Ascari KZ1.
В 2000 году был разработан прототип Ascari A410 для участия в серии Ле-Ман.
В 2003 году компания отказалась от гоночной программы, сконцентрировавшись на разработке Ascari KZ1.
Компания Ascari cars понесла большие финансовые потери из-за снижения продаж автомобиля Ascari KZ1 и высокой себестоимости производства, вследствие чего была вынуждена объявить о банкротстве в  2010 году.

## Продукция

### Дорожные версии
| Год  | Модель        |
| ---- | ------------- |
| 1995 | Ascari FGT    |
| 1998 | Ascari Ecosse |
| 2003 | Ascari KZ1    |
| 2006 | Ascari A10    |
| 2008 | Ascari KZ1-R  |

### Гоночные версии
| Год  | Модель          |
| ---- | --------------- |
| 1995 | Ascari FGT      |
| 2000 | Ascari A410     |
| 2003 | Ascari KZR-1    |
| 2005 | Ascari KZ1R GT3 |